# アイルトン・モラエス・ミシェロン
アイルトン（Airton）ことアイルトン・モラエス・ミシェロン（ポルトガル語: Airton Moraes Michellon、1994年5月29日 - ）は、ブラジルのサッカー選手。ポジションはGK。

## クラブ歴
ECジュベントゥージの下部組織からトップチームに昇格。
2015年7月1日にレッドブル・ザルツブルクに移籍した。